# 小头鱿
小头乌贼（学名：Cranchia scabra），又名小頭魷，为小头乌贼科小头乌贼属下的唯一一種动物。分布于日本群岛西南部和南部、菲律宾群岛、爪哇海、萨摩亚群岛、新西兰、俄勒冈、瓜达卢佩岛、印度半岛、马斯克林群岛、南非、西南非、西非、墨西，包括南海等海域，生活环境为海水，多栖息于500 米内深层。其生存的海拔范围为-500至-20米。该物种的模式产地在西非。